# Yaïr Golan
Yaïr Golan (en hébreu : יָאִיר גּוֹלָן) est un homme politique et officier militaire supérieur israélien, né le 14 mai 1962 à Rishon LeZion. Il a été vice-ministre de l'Économie dans le trente-sixième gouvernement israélien et a été membre de la Knesset de 2019 à 2022. Il est major général de réserve (Alouf) dans les Forces de défense israéliennes. Au cours de son service militaire, il sert comme chef d'état-major adjoint de Tsahal, commandant du commandement du front intérieur et commandant du commandement du Nord,.
Il est élu président du Parti travailliste israélien le 28 mai 2024.

## Biographie

### Enfance
Yaïr Golan est né et a grandi à Rishon LeZion. Son père, Gershon Goldner, a fui l'Allemagne nazie avec ses parents pour la Palestine mandataire en 1935. Son père a servi dans l'armée israélienne et son dernier rôle était celui d'assistant technique principal du chef des communications et de l'électronique au grade de lieutenant-colonel (Sgan Aluf). Sa mère, Rachel, est née à Tel Aviv d'Aryeh Rapoport, qui a immigré d'Ukraine en 1921 et de Hana, née à Nachelat Yehuda. Son frère aîné est professeur à l'université de Haïfa et sa sœur cadette est enseignante spécialisée au centre médical Shamir.
Golan a étudié à l'école primaire Haviv et à l'école « Yadlin » de Rishon LeZion et à l'école Ort Singalovsky à Tel Aviv.
Golan était à la tête du centre de Rishon LeZion au sein du mouvement de jeunesse travailliste sioniste de gauche Hanoar Haoved Véhalomed.

### Carrière militaire
Golan entre dans l’armée israélienne en 1980. Après avoir réussi les tests du cours de pilotage, il décide de suivre les traces de son frère et se porte volontaire pour la brigade de parachutistes. Il sert comme simple soldat et comme chef d'escouade. Il combat lors de la guerre du Liban en 1982. Après avoir terminé l'école des élèves-officiers, il devient officier d'infanterie et retourne dans la brigade des parachutistes en tant que chef de peloton. Golan a servi comme commandant de la compagnie antichar de la brigade et a dirigé le 890e bataillon de parachutistes dans des opérations de contre-guérilla dans le conflit du Sud-Liban et lors de la première intifada. En 1993, il a servi comme commandant de bataillon à l'école des officiers de Tsahal, puis comme officier au sein de la division de Judée et Samarie. En 1996 et 1997, il commande la brigade orientale de l'unité de liaison du Liban et est blessé lors d'un affrontement avec une escouade de militants du Hezbollah. Il a ensuite occupé le poste de chef de la section des opérations au sein de la direction des opérations. Durant la seconde intifada, Golan commande la brigade du Nahal. Par la suite, il commande la 91e division et la division de Judée et Samarie. De 2008 à 2011, Golan a été commandant du commandement du Front intérieur, qu'il a dirigé dans le cadre de la guerre de Gaza de 2008-2009. En juillet 2011, il est commandant du commandement régional du Nord et en décembre 2014 chef d'état-major adjoint. Golan a été remplacé par Aluf Aviv Kochavi en mai 2017 et a pris sa retraite du service actif en mars 2018.
Lors de l'attaque du Hamas contre Israël de 2023, il se rend de sa propre initiative sur place pour combattre le Hamas et secourir des civils.

### Décorations
Yair Golan a reçu 4 rubans de campagne :
|  |  |  |  |

| Première guerre du Liban | Deuxième guerre du Liban | Zone de sécurité au Sud-Liban | Opération Bordure protectrice |

## Carrière politique

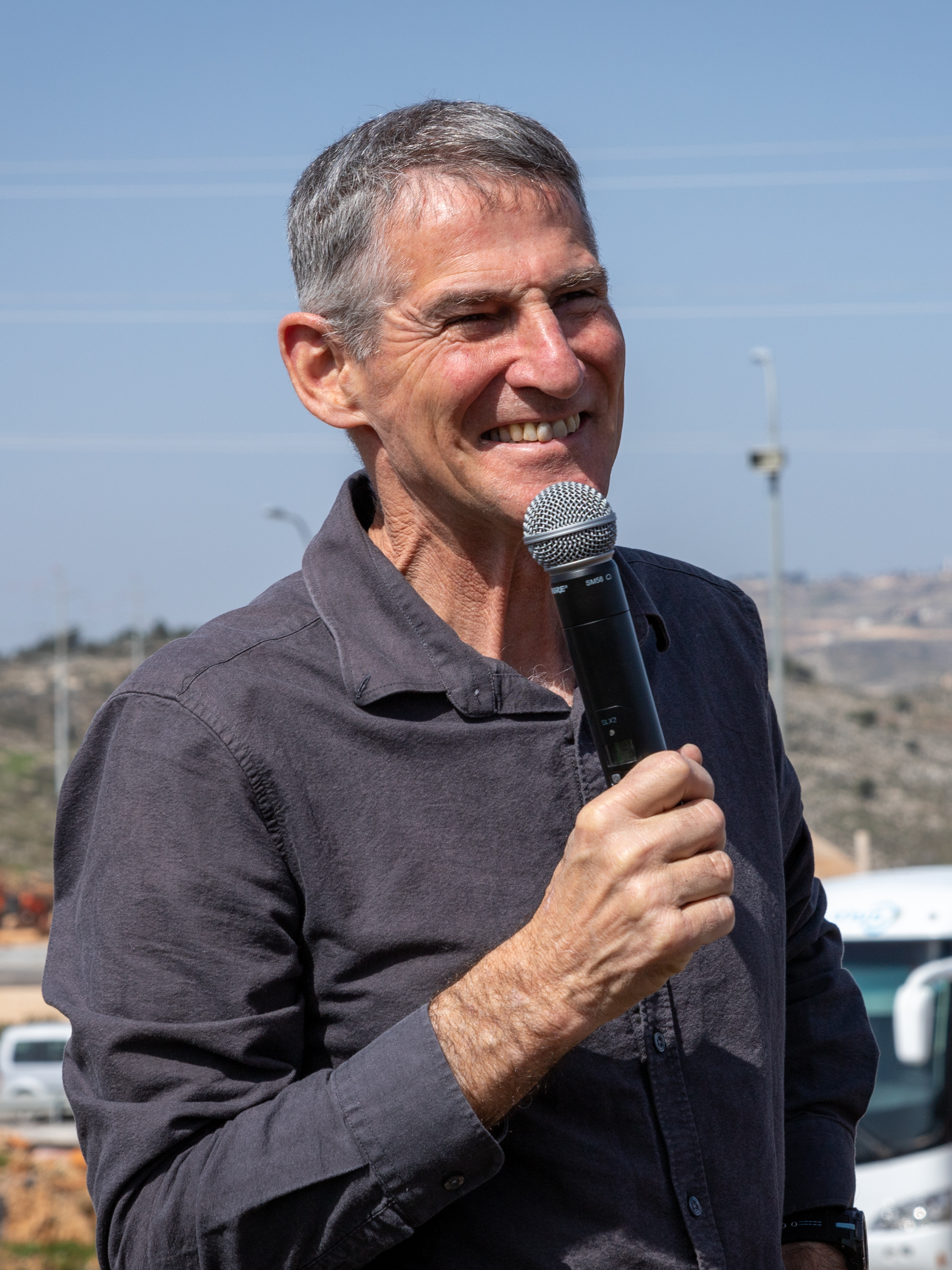
Yair Golan lors d'une manifestation contre l'avant-poste illégal d'.

Le 26 juin 2019, Ehud Barak a annoncé que Golan le rejoindrait pour former un nouveau parti appelé Parti démocratique israélien, avec l'intention de vaincre Netanyahou lors des élections législatives israéliennes de septembre 2019. Le parti a ensuite rejoint l'alliance Union démocratique pour se présenter aux élections de septembre. Golan est troisième sur la liste du parti et est élu membre de la vingt-deuxième Knesset.
Il rejoint l'Union démocratique pour les élections législatives israéliennes de 2020. En décembre 2020, Golan a annoncé son adhésion au Meretz et est élu à la vingt-quatrième Knesset. Le 25 juillet 2021, le conseil des ministres approuve sa nomination au poste de vice-ministre de l'Économie.
Le 6 juillet 2022, il annonce sa candidature à la direction du parti Meretz avant les élections législatives israéliennes de 2022. Il perd contre Zehava Gal-On. Il représente le Meretz à la Knesset jusqu'à 2022 : le parti ne parvient alors pas à franchir le seuil électoral lors des élections législatives. 
Ses prises de position le font critiquer la direction de Meretz en 2022. Ses opinions et son arrivée tardive en politique lui donnent une image d'« outsider ».
Militant pour « rétablir la gauche sioniste en Israël », il est élu président du parti travailliste israélien le 28 mai 2024 et succède à Merav Michaeli. Il s'engage à « unifier tous les partis de gauche en Israël » en un seul bloc. Cela se produit le 12 juillet 2024 avec la création du parti "Les Démocrates" dont il prend la direction, qui est issu de la fusion du Parti Travailliste et du Meretz.

## Opinions politiques

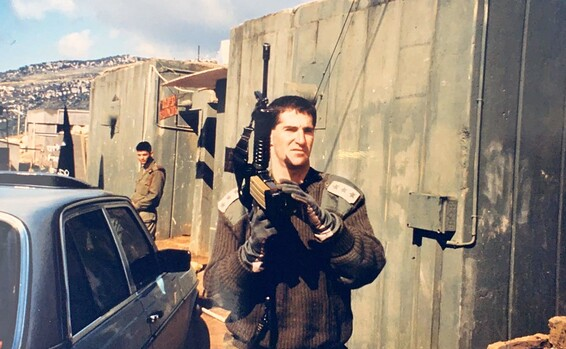
Yair Golan au Liban pendant son service militaire.

Yair Golan se définit comme un sioniste de gauche. Lorsqu'on lui a demandé quel événement l'avait poussé à envisager de rejoindre la vie politique israélienne, il a répondu : « lors de la vague de violence et de terreur de 2015-2016, j'ai vu de nombreux incidents au cours desquels des soldats ont eu recours à la force meurtrière et ont tué dans des incidents qui sont... pas dramatiques. Des choses que j’ai personnellement beaucoup vécues pendant mon service militaire. J’ai donc demandé à obtenir des données sur chaque Palestinien tué par Tsahal, et j’ai vu chaque incident et j’ai dit : « Attendez, ce n’est pas ainsi qu’agit un soldat ! » Et tout cela m’a donné le sentiment que quelque chose ne va pas pour nous (la société israélienne). Tout d’abord, quelque chose s’est mal passé chez les dirigeants israéliens, ce qui perturbe l’esprit de la société israélienne. Et ce processus d’extrémisme, sans capacité de voir l’autre côté, même l’ennemi, en tant qu’être humain, est une chose dangereuse et destructrice, même pour les soldats. »
Golan, a organisé la fusion du Meretz et du Parti travailliste israélien en un seul parti sioniste de gauche, estimant que leurs divisions sont le fait du passé, qu'ils doivent changer de nom pour être sauvés. 

### Opposition au gouvernement de Netanyahou
Golan a appelé à de nombreuses reprises le public israélien à lancer une « désobéissance civile non violente » (מרי אזרחי) dans le cadre des Manifestations contre la réforme du système judiciaire en Israël de 2023 lors du trente-septième gouvernement d'Israël,,.
Le 4 mai 2016, il déclare à l'occasion du Yom HaShoah : « La Shoah doit nous conduire à réfléchir sur notre vie publique et, plus encore, elle doit conduire tous ceux qui le peuvent — et pas seulement ceux qui le veulent —, à prendre des responsabilités publiques. Car s’il est quelque chose qui nous fait frémir dans le souvenir de la Shoah, c’est de discerner les processus nauséabonds intervenus en Europe en général et en Allemagne en particulier, il y a 70, 80, 90 ans, et de trouver la trace de leur présence ici parmi nous, aujourd’hui, en 2016. Car il n’est rien de plus facile que de haïr l’étranger; rien de plus facile que de semer la peur; rien de plus facile que la bestialité, le cynisme et l’auto-satisfaction. ».

### Conflit israélo-palestinien
Golan soutient la solution à deux États, mais pas sur la base des frontières de 1949 car il souhaite qu'Israël conserve les blocs de colonies (en). Il souhaite également qu'Israël conserve le plateau du Golan, qu'il occupe illégalement depuis 1967.
Bien qu'il y ait des déclarations contradictoires, dans les dernières interviews, Golan a déclaré que Tsahal est une « armée d'occupation », mais estime que cela est justifié jusqu'à ce que la paix soit rétablie. 
Yaïr Golan a dénoncé le mouvement BDS et, à son avis, celui-ci a des connotations antisémites et Israël doit « le combattre jusqu'au bout ».
Sa feuille de route concernant la guerre à Gaza depuis 2023 est la suivante : « Tout d'abord, couper tout approvisionnement à Gaza. Je pense que dans cette campagne aucun effort humanitaire ne devrait être autorisé. Il faut leur dire : écoutez, tant qu'ils [les otages israéliens] ne sont pas libérés, en ce qui nous concerne, vous pouvez mourir de faim. C'est tout à fait légitime ».
Il dénonce en mars 2025 la rupture du cessez-le-feu à Gaza, qui aurait dû conduire à la libération des derniers otages israéliens, accusant Benyamin Netanyahou de « sacrifier la vie des otages et des soldats ». En mai, il critique une « une guerre sans fin » et affirme qu'« un pays sain ne fait pas la guerre à des civils, n’a pas pour hobby de tuer des bébés, et ne se fixe pas pour objectif d’expulser des populations. » Ses propos sont dénoncés par la classe politique israélienne et lui valent des accusations d'antisémitisme. Benyamin Nétanyahou a accusé Golan de « calomnies antisémites » et estimé qu'« il n'y a pas de limite à la décadence morale ». Itamar Ben Gvir, ministre de la Sécurité nationale, a accusé Golan d'avoir « pour hobby » de proférer des « diffamations antisémites ».Yaakov Margi, le ministre des Affaires sociales, a suggéré de renvoyer Yaïr Golan vers « un psychiatre » ou « les enquêteurs du Shin Bet ». De son côté, le ministre de la Justice, Yariv Levin, a réclamé qu'il soit dégradé. 

### Religion et État
Golan souhaite une séparation complète de l'État et des religions, particulièrement la fin du « monopole du mariage » religieux en Israël, autorisant le mariage homosexuel et les transports publics le jour du Shabbat.
Dans plusieurs entretiens et déclarations, Golan a vivement critiqué le manque d’éducation non-religieuse dans les écoles Haredi,.